# Джакобия, Лаша Гиевич
Ла́ша Ги́евич Джако́бия (груз. ლაშა გიას ძე ჯაკობია; 20 августа 1980, Тбилиси, Грузинская ССР, СССР) — грузинский футболист, нападающий.
Сын Гии Джакобии.

## Карьера

### Клубная
Начал заниматься футболом в ФК «Маиси», куда его взяли тренеры, которые ходили по школам и набирали молодых ребят в клуб. Вместе с ним взяли Бурдули и Хизанишвили. 9 лет они вместе тренировались, дружили семьями, а потом их пути разошлись. Контрактов тогда не предлагали, ведь это был непрофессиональный футбол.
Его пригласили в юношескую сборную Грузии (до 16) на выездной отборочный матч со сверстниками из Греции. Там его и заметил Роже Анготэ, известный агент, с которым Джакобия до сих пор поддерживает дружеские отношения. Именно он и предложил его кандидатуру менеджерам бельгийского «Стандарда». С 18 лет тренировался с первой командой. Однако высокая конкуренция и череда травм помешали закрепиться в составе. После первой операции его сдали в аренду клубу «Визе», где Джакобия вновь начал забивать (14 мячей в 14 матчах). Вскоре он принял приглашение от «Алста», команды высшего бельгийского дивизиона. На первой же тренировке вновь порвал приводящую мышцу (травма, полученная ещё в составе «Стандарда»). В итоге, вторая операция и вынужденный отдых в течение шести месяцев. Потом начал играть, сыграл матча три-четыре,[уточнить] забил дома «Генку» и опять порвал приводящую, десять месяцев лечения.
Агент Роже Анготэ добился передачи прав на игрока французскому «Пари Сен-Жермен» Восстанавливаться отправился в фарм-клуб «ПСЖ» — РФК «Льеж». Лечился от хронической травмы в Париже, Страсбурге и Барселоне. Из-за травм он не сыграл за клуб ни одного матча. Потом решил поехать в Грузию. С 2002 по 2003 играл за «Динамо» из Тбилиси, а в ФК «Тбилиси» — с 2003 по 2004 год. После трёх с половиной лет операций и последующих восстановительных периодов заиграть было тяжело. Трудился на тренировках сквозь лёгкую боль, пока не появлялась боль острая.
Был в аренде в греческом клубе ПАС Янина. После двухмесячного пребывания в Греции Джакобия отправился на просмотр в харьковский «Металлист», где тренером был Геннадий Литовченко. Его просматривали три недели и решили оставить в команде. В сезоне 2006/07 был отдан в аренду киевскому «Арсеналу», провёл 16 матчей, забил 4 мяча. В следующем сезоне за «Металлист» провёл всего 4 игры. Первую половину сезона 2008/09 начал в «Металлисте», зимой был снова отдан в аренду киевской команде.
В 2011 играл за «Спартак-Цхинвали», а в 2011—2012 — в клубе «Говерла-Закарпатье».

### В сборной
Первый вызов в сборную Грузии получил 18 августа 2004 года на матч против команды Молдовы. Всего сыграл 13 матчей и забил 1 гол.

## Достижения
- Чемпион Грузии (1): 2002/03
- Бронзовый призёр чемпионата Бельгии (1): 2000/01[3]
- Бронзовый призёр чемпионата Украины (1): 2007/08
- Финалист Кубка Бельгии (2): 1998/99, 1999/00